# 加茂実菜心
加茂 実菜心（かも みなこ）は、日本の実業家。人工知能検索エンジン研究家。エブリオン専務取締役。
静岡県藤枝市出身。有限会社100パーセントアップにて編集ライターを経験後、美容研究家のマネージメント、大手美容クリニックの広報PRを得て、フリーで活動。
後に、株式会社エブリオンの専務取締役になる。